# Frans De Jaegher
Frans De Jaegher (Nieuwpoort, 1785 – Brugge, 6 mei 1852) was een toneelschrijver en dichter in België.

## Levensloop
De Jaegher groeide op in Nieuwpoort, in de Oostenrijkse en Franse Nederlanden. Zijn beroep was aannemer van openbare werken voor de stad Brugge. Hij begon in stadsdienst te werken reeds ten tijde van het Verenigd Koninkrijk der Nederlanden. Over zijn gedichten is weinig bekend.

## Publicaties
Hij schreef de volgende theaterstukken en –stukjes, sommige met eigen gecomponeerde zang tussen 2 bedrijven:
- De graef Thesauro of het Regtsgeding
- De Nieupoortsche Lepeldief
- De Tooveraer bij toeval
- De Wraek
- De Misstappen eens jongelings
- Het Beleg van Nieupoort
- La Famille Weterstons
- Jakske met zijn fluitje.